# Uloborus plumipes
Uloborus plumipes Lucas, 1846 è un ragno appartenente alla famiglia Uloboridae.

## Distribuzione
La specie è stata reperita in diverse località dell'Europa, dell'Africa e dell'Asia; esemplari rinvenuti in Argentina sono da ritenersi introdotti in tempi recenti.

## Tassonomia
Non sono stati esaminati esemplari di questa specie dal 2010.
Attualmente, a dicembre 2013, è nota una sola sottospecie:
- Uloborus plumipes javanus Kulczynski, 1908 - Giava